# Hildegard Klepper Paar
Hildegard Klepper Paar (nume de fată: Hildegard Stefanie Paar, n. 20 august, 1932, Orșova, România) este o pictoriță ilustratoare și gravoare română. A absolvit Institutul de Arte Plastice „Nicolae Grigorescu” din București în 1959, studiind, cu Samuel Mutzner, pictura, și cu  Vasile Kazar, gravura. A deschis prima expoziție personală în 1975, la Reșița, după care au urmat expoziții personale și de grup, în țări ca Franța, Germania, Belgia, Bulgaria, Polonia, Italia și Japonia. A părăsit definitiv România în 1977 și s-a stabilit la München. S-a remarcat pentru gravurile sale .Este membră fondatoare a grupului Roswitha Böhm .

## Expoziții colective
A participat cu lucrări la expoziții colective în Padova, Moscova, Sofia, New York, Bruxelles, Râm, Stockholm etc.

## Expoziții personale
- 1975 Reșița
- 1976 Galerie Künstlerverband Bukarest
- 1983 Galerie Kunstkreis Landshut
- 1992 Kunstpavillon München
- 1993 Tokyo EEG Galerie, Abano-Terme Galerie Arte Contemp.
- 1997 Venedig Pallazzo Corre
- 2002 München Üblacker-Häusl, Weytterturm Straubing

Lucrările ei se află în muzee și colecții private în Romania, Franța, Germania, Italia și Japonia. Trăiește și lucrează în München, Germania.